# عصر المدانين في أستراليا الغربية

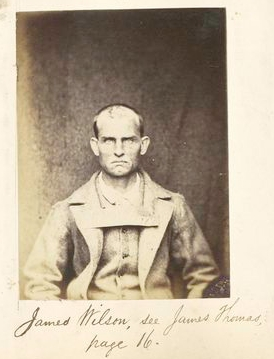

عصر المدانين في أستراليا الغربية (بالإنجليزية: The convict era of Western Australia)‏ هو الفترة التي كانت أستراليا الغربية فيها مستعمرةً عقابيةً تابعةً للإمبراطورية البريطانية. رغم تلقيها عددًا صغيرًا من الجُناة الأحداث عام 1842، لكنها لم تعتبر مستعمرة عقابية رسميًا حتى عام 1849. بين عامي 1850 و 1868، نُقل 9.721 مُدانًا إلى أستراليا الغربية على متن 43 رحلة بحرية لنقل مدانين. توقف النقل عام 1868، ومر العديد من السنون حتى انتهى وجود مدانين في رعاية المستعمرة.

## المدانون في مضيق الملك جورج
كان أول المدانين الواصلين إلى ما يعرف الآن بأستراليا الغربية هم المدانون بحسب قانون عقوبات نيو ساوث ويلز، أُرسلوا إلى مضيق الملك جورج للمساعدة في إنشاء مستوطنة هناك. في ذلك الوقت، كان الثلث الغربي من أستراليا أرضًا مهجورة تعرف بهولندا الجديدة. دفع الخوف من استيلاء فرنسا على الأرض حاكم نيو ساوث ويلز، رالف دارلينغ، إلى إرسال الرائد إدموند لوكيير مع جنود و23 مدانًا بهدف تأسيس مستوطنة مضيق الملك جورج. وصلت جماعة لوكيير يوم 25 ديسمبر من عام 1826. حوفظ على وجود المدانين في المستوطنة لما يقارب الأربع سنوات. وفي نوفمبر من عام 1830، أصبحت المستوطنة تحت حكم مستعمرة نهر سوان، وانسحب الجنود والمدانون.

## من مستوطنة حرة إلى مستعمرة عقابية
في ديسمبر من عام 1828، وافق المكتب الاستعماري البريطاني على تأسيس مستعمرة على نهر سوان في أستراليا الغربية. ثم أصدر بيانًا يلخص أحوال المستوطنة، نُصّ فيه: «لا يوجد نية على إرسال أي مدانين أو سجناء بتوصيفات أخرى إلى المستوطنة الجديدة». كانت فكرة أن مستعمرة نهر سوان لن تكون مستعمرة عقابية جذابةً للغاية بالنسبة للعديد من المستوطنين المحتملين، وغالبًا ما أُشير إلى حالة المستوطنة عن طريق المروجين خلال فترة هَوَس نهر سوان.
أُعلنت مستعمرة نهر سوان بصفة «مستوطنة حرة» في يونيو من عام 1829. مع ذلك، بحدود شهر سبتمبر رست السفينة التجارية أنغليزيا في مرفأ غيج، عند مصب نهر سوان. لم تتكسر كما كان متوقعًا، بل نجت لتصبح أول سفينة سجن لغرب أستراليا.
في الخمسين عام الأولى، كان سكان المستعمرة معترضين عمومًا على قبول المدانين، رغم أن الفكرة كانت في تداول مستمر منذ البداية تقريبًا. في عام 1831، طلب العقيد بيتر لاتور إذنًا لنقل 300 من مداني ثورة سوينغ ريوتز، لكنه قوبل بالرفض. مع ذلك، كانت الفكرة قيد النقاش لاحقًا في ذلك العام، عندما كتب المراقب فريمانتل عن الحاجة إلى عمالة من المدانين، وكتابة جورج فليتشر مور في مذكراته:
«اتصل السيد بي في الأمس، يطلب مني رسم خطة لتوظيف السجناء، بصفة جماعة عاملة؛ الحاكم قلق من تشغيلهم بهذه الطريقة، إذا كان المستوطنون هم من سيراقبهم».
عام 1834، اقترح النقيب فريدريك إيروين أن تتخذ المستعمرة بعض المدانين من الهنود للاستفادة منهم بصفة عمال لبناء المشاريع العامة. ومع نهاية ذلك العام، وافق اجتماع من المستوطنين في مضيق الملك جورج على الاقتراح، وقّع ستة عشر سجينًا، إذ أن العمالة من المدانين كانت مطلوبة لتمهيد الأراضي وأعمال الطرقات، لكن لم يلاقي الأمر إلا دعمًا ضئيلًا في بقية أجزاء المستعمرة. بعد ثلاث سنوات، وضعت فكرة مشابهة بعين الاعتبار لكنها نقضت على يد المجتمع الزراعي لأستراليا الغربية.

### تعريف متدربي سجن باركهورست المهنيين
في بداية عام 1839، تلقى جون هت، حاكم أستراليا الغربية بيانًا من المكتب الاستعماري يسأله إذا ما كانت المستعمرة جاهزة لقبول سجناء أحداث أعيد تقويمهم في «إصلاحيات كُيّفت خصوصًا بغيةَ تعليمهم وتهذيبهم». وبعد التماس رأي المجتمع الزراعي لأستراليا الغربية، أجاب هت: «غالبية المجتمع لا تعترض على الصبية دون 15 عام...» لكن سوق العمال لم يكن قادرًا على دعم أكثر من 30 صبيًا في السنة. نقل 234 من السجناء الأحداث تباعًا إلى سجن باركهورست في أستراليا الغربية بين عامي 1842 و 1849. «دُرب» هؤلاء المتدربين المهنيين لسجن باركهورست ليصبحوا موظفين محليين.
بما أن أستراليا الغربية لم تكن مستعمرة عقابية بعد، التزمت الوثائق في تلك الفترة تجنب الإشارة إلى متدربي سجن باركهورست بصفة «مدانين» بصورة صارمة. وحافظ أغلب المؤرخين منذ ذلك الوقت على هذا التمييز. هناك نظرة معاكسة، كان من الذين تبنوها أندرو جيل مثلًا، تقول إن متدربي سجن باركهورست كانوا مدانين، وأن تدريبهم المهني شكّل تكليفًا لمدانين.

### التحريض على المدانين
بدأ الضغط على أستراليا الغربية لتصبح مستعمرة عقابية عام 1844، عندما قدم أعضاء من مجتمع يورك الزراعي اقتراحًا ينص على:
«إن رأي هذا الاجتماع، وبالنظر إلى أن تنظيمات الأراضي الحالية قد دمرت صندوق العمل خاصتنا بالكامل، يتراءى لنا أن الحكومة المحلية ملزمةٌ بالعدالة بمنحنا شكلًا ما من أشكال العمالة، وبعد دراسة متأنية توصلنا إلى قرار التماس زمرة مؤلفة من أربعين مدانًا من أمين الدولة للمستعمرات ليُوظّفوا بالأشغال العامة حصرًا».
لم ينتج عن الاقتراح شيء فعليّ، لكن مع ذلك عرّفه جيمس باتي على أنه نقطة تحول:
«حقق مزارعو مجتمع يورك، مع ذلك، شيئًا ما. لقد حولوا نظر المستوطنين إلى أهمية المدانين بصفتهم طريقةً تنجيهم من مصاعبهم، ومنذ ذلك الوقت، ورغم استمرار ظهور معارضة جاهدة، كسب المدافعون عن عمالة المدانين المعركة بثبات».